# Хіли (телесеріал)
«Хіли» (англ. Heels) — американський драматичний телесеріал про професійну боротьбу, створений Майклом Волдроном, прем'єра якого відбулася 15 серпня 2021 року на Starz.
У листопаді 2021 року телесеріал було продовжено на другий сезон, прем'єра якого відбулася 28 липня 2023 року. У вересні 2023 року телесеріал було закрито після двох сезонів.

## Сюжет
Два брати та суперники, один лиходій у професійній боротьбі, інший герой, розігрують сценарні матчі, борючись за просування по реслінгу свого покійного батька та змагаючись за національну увагу в маленькому містечку Джорджія.

## Акторський склад
- Джека Спейда (Стівен Амелл) — борець з Ліги Борців Даффі (DWL) та старший брат Ейса та власник DWL.
  - Джексон МакХен — молодий Джек Спейд
- Ейс Спейд (Александр Людвіг) — Ейс Спейд, борець з DWL і молодший брат Джека.
  - Мейсон Джиллетт — Молодий Ейс Спейд
- Стейсі Спейд (Елісон Лафф) — Стейсі Спейд, дружина Джека.
- Віллі Дей (Мері Маккормак) — Віллі Дей, діловий партнер Джека.
- Крістал Тайлер (Келлі Берглунд) — камердинер Ейса, який прагне стати борцем.
- Рустер Мілтона (Аллен Мальдонадо) — зіркового борця DWL.
- Апокаліпсис (Джеймс Гаррісон) — Апокаліпсис (сезон 1), досвідчений та розчарованого борець-підмайстр.
- Томаса Спейда (Рокстон Гарсіа) — Томас Спейд, сина Джека і Стейсі Спейд.
- Білла Хенкок (Кріс Бауер) — Білла Хенкок, колишня зірка реслінгу, який став професійним реслінг-скаутом.
- Дієго Коттонмаута (Роббі Рамос) — досвідчений борець, який на рингу та носить маску лучадора.
- Боббі Піна (Трей Такер) — Боббі Піна (сезон 2; повторюваний сезон 1), борець-початківець.

## Список сезонів
| Сезон | Епізоди | Епізоди | Оригінальний показ | Оригінальний показ |
| Сезон | Епізоди | Епізоди | Перший показ       | Останній показ     |
| ----- | ------- | ------- | ------------------ | ------------------ |
| 1     | 8       | 8       | 15 серпня 2021     | 10 жовтня 2021     |
| 2     | 8       | 8       | 28 липня 2023      | 15 вересня 2023    |

## Виробництво

### Розробка
17 лютого 2017 року було оголошено, що Starz замовив серіал Майкла Уолдрона відразу до серіалу. Виробничими компаніями, які займаються серіалом, є Paramount Television і LBI Entertainment. 7 січня 2020 року Пітер Сігал змінив Кайла Патріка Альвареса, щоб розробити серіал. В епізоді подкасту Майкла Розенбаума «Inside of You», випущеного 3 січня 2023 року, Стівен Амелл згадав, що зйомки другого сезону завершилися в липні 2022 року, але більше інформації щодо трейлера чи дати виходу не було.

### Кастинг
19 серпня 2019 року Стівен Амелл отримав роль Джека Спейда. 15 вересня 2019 року Александр Людвіг отримав роль Ейса Спейда. 7 січня 2020 року Елісон Лафф отримала роль Стейсі Спейд. 11 березня 2020 року до акторського складу приєдналися Кріс Бауер, Аллен Мальдонадо, Джеймс Харрісон і Келлі Берглунд. 25 серпня 2020 року Мері Маккормак була обрана на роль Віллі, ділового партнера Джека.